# Rajd Wisły 1992
Rajd Wisły 1992 – 40. edycja Rajdu Wisły. Był to rajd samochodowy rozgrywany od 18 do 19 września 1992 roku. Była to piąta runda Rajdowych Samochodowych Mistrzostw Polski w roku 1992. Rajd składał się z dwudziestu sześciu odcinków specjalnych.  

## Wyniki końcowe rajdu[1]
| Miejsce | Kierowca            | Pilot                | Samochód                   | Czas    | Strata | Grupa Klasa |
| ------- | ------------------- | -------------------- | -------------------------- | ------- | ------ | ----------- |
| 1       | Robert Herba        | Jakub Mroczkowski    | Nissan Sunny GTI-R         | 1:53:07 | -      | N-5         |
| 2       | Wiesław Stec        | Artur Skorupa        | Mitsubishi Galant VR-4     | 1:54:46 | +1:39  | N-5         |
| 3       | Bogdan Herink       | Tomasz Szostak       | Renault 11 Turbo           | 1:56:24 | +3:17  | A-9         |
| 4       | Lesław Orski        | Tomasz Chmiel        | Volkswagen Golf II GTi 16V | 1:56:37 | +3:30  | A-9         |
| 5       | Krzysztof Hołowczyc | Robert Ziemski       | Toyota Celica GT-4         | 1:57:59 | +4:52  | N-5         |
| 6       | Maciej Kołomyjski   | Sławomir Łuba        | Opel Kadett GSI            | 1:58:10 | +5:03  | N-4         |
| 7       | Waldemar Doskocz    | Małgorzata Zemlińska | Volkswagen Golf II GTi 16V | 1:58:26 | +5:19  | N-4         |
| 8       | Grzegorz Malinowski | Dariusz Dekuczyński  | Lancia Delta Integrale 16V | 1:59:54 | +6:47  | N-5         |
| 9       | Marek Kusiak        | Michał Sawka         | Mazda 323 GTX              | 2:00:01 | +6:54  | N-5         |
| 10      | Vaclav Arazim       | Julius Gal           | Škoda Favorit 136L         | 2:00:28 | +7:21  | A5          |
| 11      | Piotr Kufrej        | Jarosław Baran       | Toyota Corolla GT          | 2:00:41 | +7:34  | A-7         |

1. ↑  Nieliczony w klasyfikacji RSMP